# Edward Szczeklik
Edward Szczeklik (ur. 18 czerwca 1898 w Pilznie, zm. 3 czerwca 1985 we Wrocławiu) – polski lekarz, specjalista chorób wewnętrznych, kardiolog, profesor medycyny. 

## Życiorys
Urodził się w rodzinie Marcelego (1870–1939) i Bronisławy z Zawadzkich (1877–1948). Studiował na Wydziale Lekarskim Uniwersytetu Jagiellońskiego w latach 1918–1923; podczas studiów odbywał także (w latach 1918–1921) służbę wojskową, m.in. podczas wojny polsko-bolszewickiej. Po studiach pracował do 1924 pod kierunkiem Stanisława Ciechanowskiego w Zakładzie Anatomii Patologicznej UJ, a następnie (do 1931) jako asystent i potem adiunkt w II Klinice Chorób Wewnętrznych UJ u Witolda Orłowskiego, później u Józefa Latkowskiego. W latach 1931–1932 kontynuował studia medyczne w Paryżu i Wiedniu jako stypendysta Funduszu Kultury Narodowej.
Po powrocie do Krakowa, aż do wybuchu wojny w 1939 pracował na Oddziale IB Szpitala Św. Łazarza u Aleksandra Oszackiego. Podczas kampanii wrześniowej, w której brał udział jako oficer i lekarz wojskowy trafił jako jeniec wojenny do niewoli niemieckiej i po 3-miesięcznym pobycie w obozie jenieckim wrócił do Krakowa do pracy w swoim macierzystym oddziale. Po aresztowaniu Oszackiego przez gestapo Szczeklik został ordynatorem Oddziału i pozostał nim do końca wojny.
Po wojnie w 1945 habilitował się u Tadeusza Tempki; już jako docent kierował przez rok Zakładem Patologii Ogólnej UJ, po czym wyjechał do Wrocławia, gdzie objął w 1946 kierownictwo najpierw I Kliniki Chorób Wewnętrznych tworzącej się tu nowej uczelni (początkowo połączonych Uniwersytetu i Politechniki), a następnie III Katedry i Kliniki Chorób Wewnętrznych Akademii Medycznej. Na stanowisku tym pozostał aż do przejścia na emeryturę w 1968.
W latach 50. w okresie urlopu odwiedzał rodzinne Pilzno i przyjmował w domu prywatnie pacjentów, którzy przyjeżdżali z pobliskich miast.
Mąż Marianny z Gruszczyńskich (1902–1996). Ojciec profesorów medycyny Andrzeja i Jerzego (1939–2017).
Zmarł we Wrocławiu, pochowany na cmentarzu w Pilznie.

## Członkostwo w stowarzyszeniach
- Polskie Towarzystwo Lekarskie, przewodniczący Oddziału Wrocławskiego (1952–1958), członek honorowy (1970)
- Towarzystwo Internistów Polskich, przewodniczący Oddziału Wrocławskiego (1952–1958), prezes (1963–1970)[6], członek honorowy (1970)
- Polskie Towarzystwo Hematologiczne
- Polskie Towarzystwo Kardiologiczne, członek honorowy (1976)
- Wrocławskie Towarzystwo Naukowe, przewodniczący Wydziału V (1952–1958), członek honorowy
- Związek Lekarzy Polskich
- Fundacja Polish Medical History and Science (USA; również członek honorowy)
- The International Society of Cardiology
- Societe Europeene d'Hematologie
- LAssociation Europeene de Medecine Inteme d'Ensemble
- członek honorowy Polish Medical Alliance, Chicago (1972)
- członek honorowy Societe Internationale de Medecine Inteme (1974)

Źródło:.

## Ordery i odznaczenia
- Krzyż Komandorski Orderu Odrodzenia Polski
- Krzyż Kawalerski Orderu Odrodzenia Polski (9 lipca 1954)[1]
- Medal 10-lecia Polski Ludowej (22 lipca 1955)[7]
- Brązowy Medal „Za zasługi dla obronności kraju”
- Medal Komisji Edukacji Narodowej

Źródło:.

## Upamiętnienie
8 września 2006 Poczta Polska wprowadziła do obiegu trzy znaczki prezentujące sylwetki: Antoniego Władysława Gluzińskiego, Witolda Eugeniusza Orłowskiego i Edwarda Szczeklika - lekarzy zasłużonych w 100-letniej historii Towarzystwa Internistów Polskich. Znaczkom towarzyszyła Koperta Pierwszego Dnia Obiegu FDC.